# Soppen (Käbschütztal)
Soppen ist ein Ortsteil der sächsischen Gemeinde Käbschütztal im Landkreis Meißen.

## Geographie
Der Ort Soppen befindet sich etwa zehn Kilometer südwestlich der Kreisstadt Meißen und zählt zu den südlichsten Ortsteilen Käbschütztals. Er liegt auf rund 200 m ü. NN an der Bundesstraße 101, die Meißen mit der nächstgrößeren Stadt Nossen verbindet. Soppen befindet sich etwa auf halbem Weg zwischen beiden Städten. Bei Nossen stellt die Bundesstraße den Anschluss an die Bundesautobahn 14 her. Etwas südlich des Ortskerns entspringt der Höllbach, der bei Mauna in den Schrebitzer Bach mündet. Dieser entwässert über den Käbschützer Bach und den Ketzerbach in die Elbe. Straßenverbindungen bestehen in die Nachbarorte einerseits über die Bundesstraße und andererseits über eine Gemeindestraße nach Wuhsen. Landschaftlich liegt Soppen in der Lommatzscher Pflege und ist vorwiegend von Ackerflächen umgeben.
Soppen bildet eine Gemarkung, die im Norden an Barnitz angrenzt. Im Nordosten schließt sich Krögis an, östlich des Ortes befindet sich zudem Miltitz. Im Süden grenzt die Gemarkung Wuhsen an, außerdem ist Wunschwitz südlicher Nachbarort Soppens. Südwestlich ist Katzenberg benachbart, Schrebitz und Nössige liegen westlich bzw. nordwestlich von Soppen. Katzenberg, Wuhnitz, Wuhsen und Wunschwitz gehören zur Stadt Nossen, Schrebitz ist ein Ortsteil der Gemeinde Ketzerbachtal. Miltitz gehört zur Gemeinde Klipphausen; Barnitz, Krögis und Nössige sind wie Soppen Teile der Gemeinde Käbschütztal.

## Geschichte
Ersterwähnt wurde das Dorf im Jahr 1254 als Schopun. Spätere überlieferte Namen sind Zoppun (1334) und Suppen (1378). Im Jahr 1428 taucht erstmals Soppen als Name des Ortes auf. Zu dieser Zeit wurde der Ort von der Burg Meißen aus verwaltet, vom 16. bis zum 18. Jahrhundert war er teilweise zum Amt Nossen und zum Erbamt Meißen gehörig. Ab 1843 ist durchgängig die Zugehörigkeit nach Meißen angegeben. Soppen war Amtsdorf, Sitz eines Erbgerichtes und Hauptort der Supanie Soppen, die für einen Gerichtsbezirk stehen könnte. Das Richtergut ist noch heute erhalten und steht mit fünf anderen Objekten auf der sächsischen Liste der Kulturdenkmale. Durch die Sächsische Landgemeindeordnung von 1838 erhielt der Ort Eigenständigkeit als Landgemeinde.
Soppen ist ein Platzdorf, das 1900 eine 208 Hektar große gewannähnliche Streifenflur umgab. Von der landwirtschaftlichen Tätigkeit auf diesen Flächen zeugen die vielen noch erhaltenen Bauernhöfe im Ort. Kirchlich gehörte Soppen in den Nachbarort Krögis, es war in die dortige Kirche eingepfarrt und ist heute noch Teil der Krögiser Kirchgemeinde. Von 108 Einwohnern 1925 waren 102 evangelisch-lutherisch und sechs katholisch. Die Selbstständigkeit verlor Soppen am 1. November 1935, als acht ehemals selbstständige Landgemeinden, darunter neben Soppen auch der Nachbarort Nössige, nach Krögis eingemeindet wurden. Nach dem Zweiten Weltkrieg wurde Krögis mit Soppen Teil der Sowjetischen Besatzungszone und später der DDR. In der Kreisreform 1952 kam es zur Angliederung der Orte an den Kreis Meißen im Bezirk Dresden, der im Wesentlichen aus der Amtshauptmannschaft Meißen (später Landkreis Meißen) hervorgegangen war. Die Bauern im Dorf gingen nun den Weg der Landwirtschaft in der DDR. 
Nach Wende und Wiedervereinigung wurde Soppen Teil des neugegründeten Freistaates Sachsen. In der Kreisreform 1994 wurde der Landkreis Meißen-Radebeul (ab 1996 Landkreis Meißen) aus dem alten Gebiet des Kreises Meißen und Teilen des Kreises Dresden-Land gebildet, dem Soppen bis 2008 angehörte. Ebenfalls 1994 vereinigten sich Krögis, Jahna-Löthain und Planitz-Deila zur neuen Großgemeinde Käbschütztal mit 37 Ortsteilen. Diese Gemeinde ist seit dem 1. August 2008 Teil des in der Kreisreform Sachsen 2008 aus Landkreis Meißen und Landkreis Riesa-Großenhain gebildeten dritten Landkreises Meißen.

### Entwicklung der Einwohnerzahl
| Jahr | Einwohnerzahl                  |
| ---- | ------------------------------ |
| 1551 | 11 besessene Mann, 21 Inwohner |
| 1764 | 12 besessene Mann              |
| 1834 | 90                             |
| 1871 | 118                            |
| 1890 | 116                            |
| 1910 | 129                            |
| 1925 | 108                            |